# Kottické Alpy
Kottické Alpy (francouzsky Alpes cottiennes, italsky Alpi Cozie) jsou pohoří nacházející se svou větší částí v Itálii a pouze několik horských skupin se rozkládá na francouzském území. Nejvyšším vrcholem je výrazný vrchol Monte Viso (3841 m), který markantně převyšuje své okolí. Horopisně se pohoří řadí do Západních Alp. Vzhledem k jižní poloze se v masivu nenacházejí ledovce, pouze s výjimkou nejvyššího vrcholu.

## Poloha
Severní hranici tvoří údolí Valle di Susa, kterým protéká řeka Dora Riparia. Ta odděluje Kottické Alpy od Grajských Alp. Jih je vymezen dolinou řeky Stura, která od sebe dělí masivy Kottických a Přímořských Alp. Na západě sousedí s Dauphineskými Alpami, od kterých je dělí údolí řeky Durance (již na francouzském území). Východní hranice není zcela jasná, protože se zde hory pozvolna klesají do Pádské nížiny. Od východu jsou do pohoří vetkány velké doliny jako např. Valle Maira, Valle del Po, Valle del Ghisone nebo Valle Varaita.

## Geologie
Geologická stavba pohoří je velmi složitá. Dá se říci, že co údolí, to jiné složení. Hlavním stavebním kamenem je zelený nerost serpentinit. Leží zde také velké vrstvy ruly a žuly. V okolí skupiny Orsiera se hojně vyskytuje také vápenec. Geologicky je tedy masiv velmi pestrý.

## Členění
Plošně se jedná o jedno z největších pohoří v Alpách. Zaujímá rozlohu 6900 km². Geograficky se dělí na několik samostatných masivů. Sever území ovládá vápencové pohoří Orsiera. Na jih od velkého údolí Chisone leží opuštěné hory skupin Queyron a Ramiere. Nejvyšší masiv Monte Viso leží blízko francouzské hranice, takřka uprostřed pohoří. Mezi údolími Varaita a Maira se nalézá ostře formované masivy Chambeyron a Oronaye. Ve Francii najdeme skupinu Chaberton ležící poblíž silničního sedla Montgenevre (1850 m) a nad městem Briançon. Dále zde leží menší skupiny Parpalion, Chambeyron a Rochebrune, patřící pod masiv Queyras.

## Vrcholy

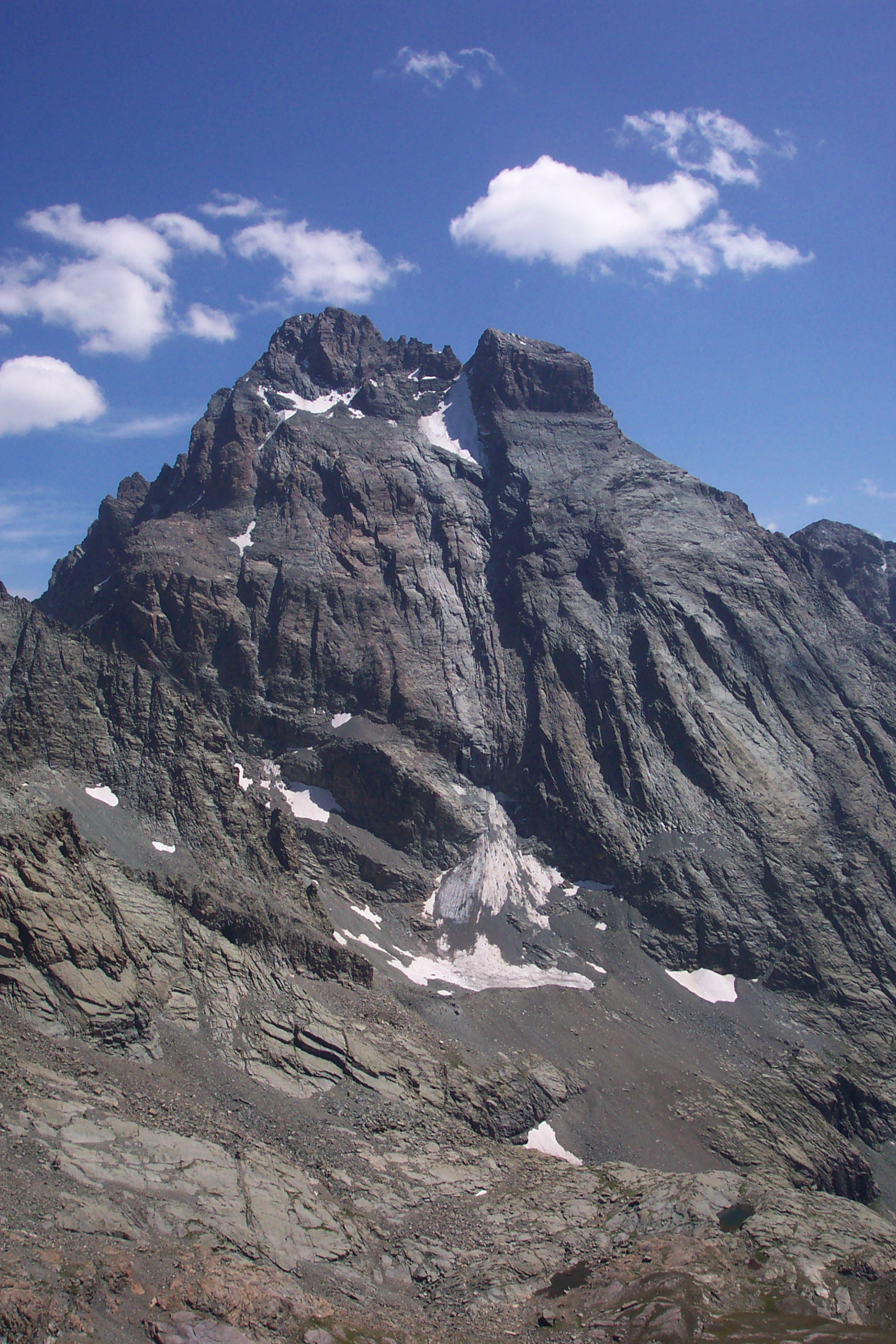
Monte Viso ze sedla Col Vallante

| - Monte Viso (3841 m) - Viso di Vallante (3672 m) - Visolotto (3353 m) - Pic de Rochebrune (3320 m) - Bric Froid (3302 m) - Grand Glaiza (3293 m) - Roc del Boucher (3285 m) - Grande Aiguillette (3284 m) - Punta Rognosa (3279 m) - Punta Clapiera (3266 m) - Cime de Chabrières (3246 m) - Punta Barraco (3237 m) - Cime de Clausis (3230 m) - Pain de Sucre (3208 m) - Mont Granero (3170 m) - Punta Michelis (3154 m) - Mont Platasse (3149 m) - Pic du Thabor (3144 m) - Cima di Pienasea (3132 m) - Monte Chaberton (3131 m) - Grand Queyras (3114 m) | - Pic de Terre Noire (3100 m) - Monte Ferra (3094 m) - Pic de Foréant (3081 m) - Punta Tre Chiosis (3080 m) - Pic de Petit Rochebrune (3078 m) - Rocher de la Marquise (3071 m) - Pelvo d'Elva (3064 m) - Monte Faraut (3046 m) - Mont Albergian (3040 m) - Grand Queyron (3038 m) - Bric Ghinivert (3037 m) - Mont Barifreddo (3028 m) - Pic de Caramantran (3026 m) - Monte Chersogno (3026 m) - Turge de la Suffie (3024 m) - Cima Sebolet (3023 m) - Rocca Bianca (3021 m) - Viso Mozzo (3019 m) - Cima Delle Lobbie (3015 m) - Mont Orsiera (2878 m) - Punta Cornour (2868 m) |  |

## Průsmyky

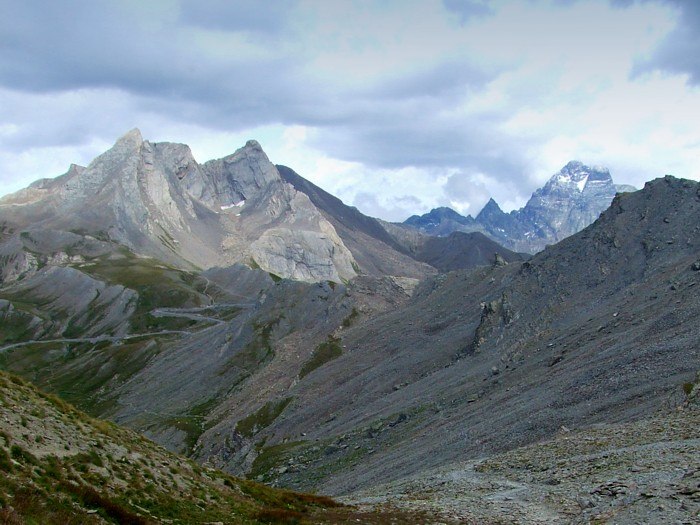
Colle d'Agnello/Col Agnel, 2,744 m

Hlavními průsmyky Kottických Alp jsou:
| název                                                       | místo                                                 | sjízdnost        | nadmořská výška [m] |
| ----------------------------------------------------------- | ----------------------------------------------------- | ---------------- | ------------------- |
| Col de Sommeiller, (it. Colle del Sommeiller)               | mezi Bramans a Bardonecchia                           | štěrková silnice | 2 962               |
| Col de la Traversette                                       | mezi Abriès a Crissolo                                | štěrková silnice | 2 950               |
| Col d'Ambin, (it. Colle d'Ambin)                            | mezi Bramans a Exilles                                | stezka           | 2 854               |
| Col de St Veran                                             | mezi údolím Queyras a údolím Valle Varaita            | pěší stezka      | 2 844               |
| Col du Parpaillon                                           | mezi údolím Queyras a údolím řeky Ubaye               | štěrková cesta   | 2 780               |
| Col d'Étache (it. Colle d'Etiache)                          | mezi Bramans a Bardonecchia                           | štěrková stezka  | 2 787               |
| Col Agnel, (it. Colle dell'Agnello)                         | mezi údolím Queyras a údolím Valle Varaita            | silnice          | 2 744               |
| Col Girardin                                                | mezi údolím Queyras a údolím řeky Ubaye               | štěrková cesta   | 2 699               |
| Col de Sautron                                              | mezi Barcelonnette a údolím Valle Maira               | štěrková cesta   | 2 689               |
| Col du Longet, (it. Colle del Longet)                       | z údolí Ubaye do údolí Valle Varaita                  | štěrková cesta   | 2 672               |
| Col de Mary                                                 | z údolí Ubaye do údolí Valle Maira                    | štěrková cesta   | 2 654               |
| Col d'Abriès                                                | z Abriès do Perosa                                    | štěrková cesta   | 2 650               |
| Col de la Roue                                              | z Modane do Bardonecchia                              | štěrková cesta   | 2 566               |
| Col du Fréjus, (it. Colle del Fréjus)                       | z Modane do Bardonecchia                              | prašná silnice   | 2 542               |
| Col de Clapier, (it. Colle Clapier)                         | z Bramans do údolí řeky Susa                          | štěrková cesta   | 2 491               |
| Col d'Izoard                                                | z Briançon do údolí Guil                              | silnice          | 2 388               |
| Col Lacroix, (it. Colle della Croce)                        | mezi Abriès a Val Pellice                             | štěrková cesta   | 2 299               |
| Col du Petit Mont-Cenis, (it. Colle del Piccolo Moncenisio) | z Bramans do Moncenisio                               | štěrková cesta   | 2 184               |
| Colle delle Finestre                                        | mezi údolím Val Chisone a údolím řeky Susa            | silnice          | 2 178               |
| Col de Vars                                                 | z údolí Ubaye do údolí Queyras                        | silnice          | 2 115               |
| Col du Mont Cenis, (it. Colle del Moncenisio)               | mezi Lanslebourg a údolím řeky Susa                   | silnice          | 2 101               |
| Colle del Sestriere                                         | mezi údolím Val Chisone a údolím řeky Susa            | silnice          | 2 021               |
| Col de Larche(it. Colle della Maddalena                     | mezi údolím řeky Ubaye a údolím řeky Stura di Demonte | silnice          | 1 991               |
| Col de Montgenèvre                                          | z Briançon do údolí řeky Susa                         | silnice          | 1 854               |
| Col de l'Échelle                                            | z Briançon do Bardonecchia                            | silnice          | 1 760               |

## Ochrana přírody

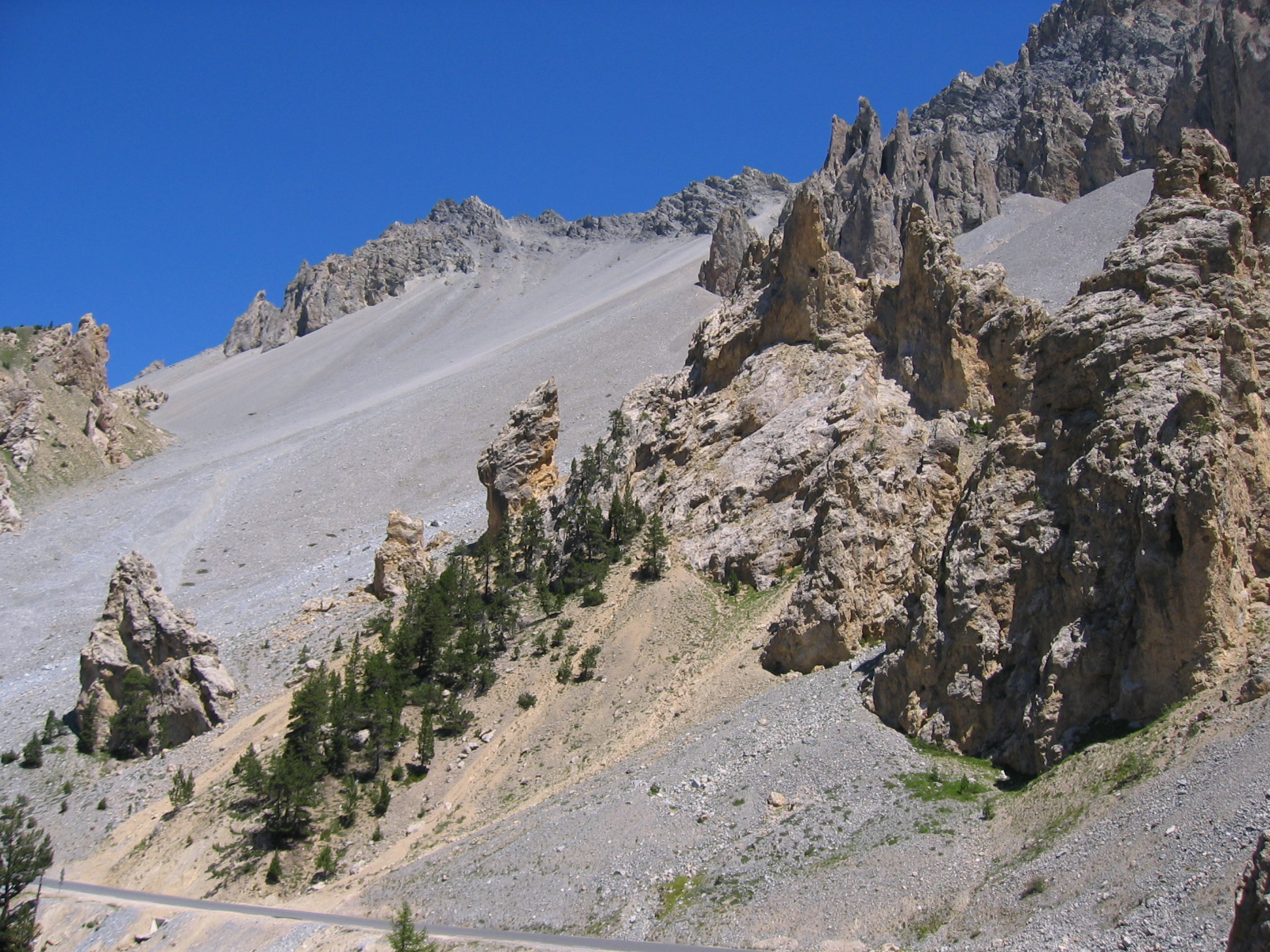
Casse Déserte

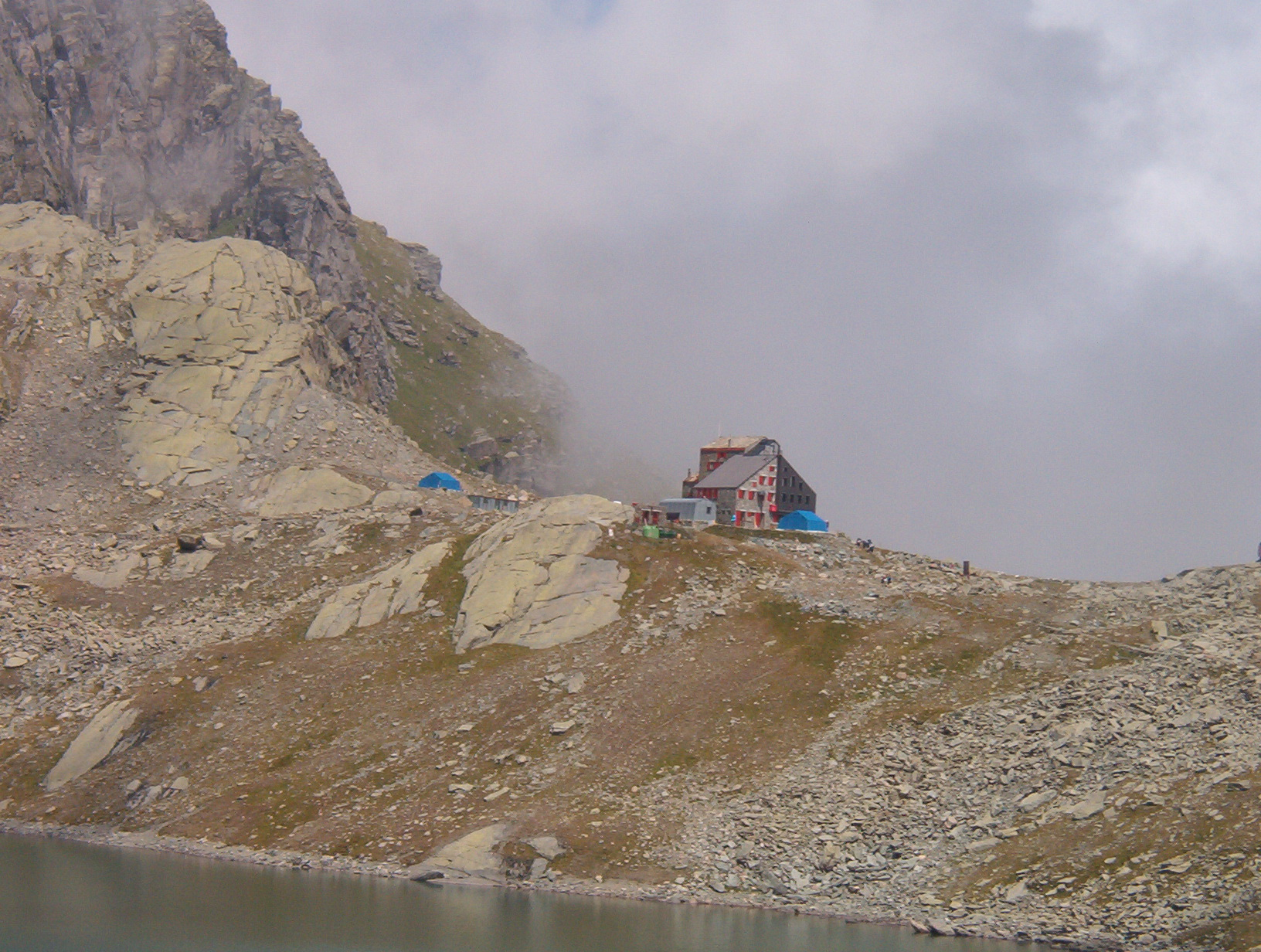
Chata Rifugio Quintino Sella (2640 m)

Nejcennější oblast Kottických Alp byla vyhlášena jako Parc naturel regional de Queyras. Plocha parku činí 60 000 ha a leží zde množství štítů převyšujících hranici 3000 metrů. Panuje zde drsné klima, které je vhodné pouze pro odolné druhy horské fauny a flory. Původní horské vesnice jsou významnými prvky lidové architektury. Výchozím bodem a centrem Queyras je město Guillestre. Za městem se nachází propast Combe du Queyras, která je až 400 metrů hluboká. Do parku patří také oranžové skalní věže Casse Déserte nacházející se poblíž sedla Col d'Izoard (2361 m).

## Turismus
Například pro samotné Italy jsou Kottické Alpy méně navštěvované a ne tolik známé jako sousední Grajské Alpy. Síť horských chat nalezneme pouze v okolí masivu Monte Viso, údolí Maira a ve skupině Orsiera. Jinde jich je jen poskrovnu. Podobné je to i s turisticky vyznačenými cestami. Kolem masivu Monte Viso vede známá trekingová trasa Tour de Monte Viso.
Zajištěné cesty
V masivu je také možnost vyžití pro milovníky cest typu via ferrata.
- Via ferrata degli Alpini (Monte Oronaye, obtížnost D)
- Via ferrata del Rouas (Les Rouas Pian del Colle, obtížnost D)
- Via ferrata Rocca Senghi (Rocca Senghi, obtížnost D/E)
- Via ferrata Carlo Giorda (Monte Pirchiriano, obtížnost C)